# Liste des espèces du genre Fimbristylis
Le genre Fimbristylis, de la famille des Cyperaceae, contient un nombre d'espèces relativement élevé. On dénombre actuellement plus de 300 espèces considérées comme valides. À ce nombre, s'ajoutent de nombreuses espèces maintenant classées comme synonymes.
Enfin, maintes sous-espèces et variétés ont été décrites et sont toujours reconnues.
- Haut – A
- B
- C
- D
- E
- F
- G
- H
- I
- J
- K
- L
- M
- N
- O
- P
- Q
- R
- S
- T
- U
- V
- W
- X
- Y
- Z

## A
- Fimbristylis acicularis R.Br.
- Fimbristylis acuminata Vahl
- Fimbristylis adenolepis J.Kern
- Fimbristylis adjuncta S.T.Blake
- Fimbristylis ×adventitia Ces.
- Fimbristylis aestivalis Vahl
- Fimbristylis aggregata C.E.C.Fisch.
- Fimbristylis alata E.G.Camus
- Fimbristylis albicans Nees
- Fimbristylis alboviridis (C.B.Clarke ex Scott-Elliot) C.B.Clarke
- Fimbristylis ambavanensis V.P.Prasad & N.P.Singh
- Fimbristylis ammobia Latz
- Fimbristylis amplocarpa Govind.
- Fimbristylis angamoozhiensis Ravi & Anil Kumar
- Fimbristylis anisoclada Ohwi
- Fimbristylis aphylla Steud.
- Fimbristylis argentea (Rottb.) Vahl
- Fimbristylis argillicola Kral
- Fimbristylis arnhemensis Latz
- Fimbristylis arnottiana Boeck.
- Fimbristylis arthrostyloides W.Fitzg.
- Fimbristylis aspera (Schrad.) Boeck.
- Fimbristylis assamica C.B.Clarke ex Guha Bakshi
- Fimbristylis autumnalis (L.) Roem. & Schult.

## B
- Fimbristylis bahiensis Steud.
- Fimbristylis barteri Boeck.
- Fimbristylis benthamiana Govind.
- Fimbristylis bispicula Govind.
- Fimbristylis bisumbellata (Forssk.) Bubani
- Fimbristylis bivalvis (Lam.) Lye
- Fimbristylis blakei Latz
- Fimbristylis blepharolepis J.Kern
- Fimbristylis borbonica Steud.
- Fimbristylis brevivaginata Kral
- Fimbristylis brunneoides J.Kern

## C
- Fimbristylis caesia Miq.
- Fimbristylis caespitosa R.Br.
- Fimbristylis calcicola J.Kern
- Fimbristylis caloptera Latz
- Fimbristylis cancellata Cherm.
- Fimbristylis capilliculmis Ohwi
- Fimbristylis cardiocarpa F.Muell.
- Fimbristylis caroliniana (Lam.) Fernald
- Fimbristylis carolinii Latz
- Fimbristylis carpopoda Govind.
- Fimbristylis celebica Ohwi
- Fimbristylis cephalophora F.Muell.
- Fimbristylis cephalotes Steud.
- Fimbristylis chingmaiensis S.M.Huang
- Fimbristylis cinnamometorum (Vahl) Kunth
- Fimbristylis circumciliata Govind.
- Fimbristylis clavata S.T.Blake
- Fimbristylis compacta Turrill
- Fimbristylis complanata (Retz.) Link
- Fimbristylis composita Latz
- Fimbristylis consanguinea Kunth
- Fimbristylis contorta C.E.C.Fisch.
- Fimbristylis corynocarya F.Muell.
- Fimbristylis costiglumis Domin
- Fimbristylis crystallina Govind.
- Fimbristylis cuneata Govind. & S.K.Varma
- Fimbristylis cymosa R.Br.

## D
- Fimbristylis dauciformis Govind.
- Fimbristylis debilis Steud.
- Fimbristylis decipiens Kral
- Fimbristylis densa S.T.Blake
- Fimbristylis denudata R.Br.
- Fimbristylis dichotoma (en) (L.) Vahl
- Fimbristylis dichotomoides Tang & F.T.Wang
- Fimbristylis dictyocolea S.T.Blake
- Fimbristylis diglumoides Govind. & S.K.Varma
- Fimbristylis dimorphonucifera Govind.
- Fimbristylis diphylloides Makino
- Fimbristylis dipsacea (Rottb.) C.B.Clarke
- Fimbristylis disticha Boeck.
- Fimbristylis distincta S.T.Blake
- Fimbristylis dolera S.T.Blake
- Fimbristylis doliiformis Govind.
- Fimbristylis dunlopii Latz
- Fimbristylis dura (Zoll. & Moritzi) Merr.

## E
- Fimbristylis eichleriana Govind.
- Fimbristylis elegans S.T.Blake
- Fimbristylis eligulata Govind.
- Fimbristylis engleriana Buscal. & Muschl.
- Fimbristylis eragrostis (Nees) Hance
- Fimbristylis eremophila Latz

## F
- Fimbristylis falcata (Vahl) Kunth
- Fimbristylis falcifolia Boeck.
- Fimbristylis fenestrata Kük.
- Fimbristylis ferruginea (en) (ou ferrubinea) (L.) Vahl
- Fimbristylis fibrillosa Goetgh.
- Fimbristylis filifolia Boeck.
- Fimbristylis fimbristyloides (F.Muell.) Druce
- Fimbristylis fordii C.B.Clarke
- Fimbristylis fuchsiana Govind.
- Fimbristylis fulvescens (Thwaites) Thwaites
- Fimbristylis furva R.Br.
- Fimbristylis fusca (Nees) Benth. ex C.B.Clarke
- Fimbristylis fuscinux C.B.Clarke
- Fimbristylis fuscoides C.B.Clarke

## G
- Fimbristylis gabonica Cherm.
- Fimbristylis gambleana Boeck.
- Fimbristylis gentarea Govind.
- Fimbristylis gigantea Kük.
- Fimbristylis glaucophylla (Boeck.) Beetle
- Fimbristylis glazioviana Boeck.
- Fimbristylis gracilenta Hance
- Fimbristylis griffithii Boeck.

## H
- Fimbristylis hainanensis Tang & F.T.Wang
- Fimbristylis hawaiiensis Hillebr.
- Fimbristylis henryi C.B.Clarke
- Fimbristylis hirsutifolia (en) Govind.
- Fimbristylis hookeriana Boeck.
- Fimbristylis humerosa Govind.
- Fimbristylis hyalina Govind. & Sasidh.
- Fimbristylis hygrophila Gordon-Gray

## I
- Fimbristylis inaguensis Britton
- Fimbristylis insignis Thwaites
- Fimbristylis intonsa S.T.Blake
- Fimbristylis ×itaru-itoana T.Koyama

## J
- Fimbristylis jucunda (C.B.Clarke) J.Kern
- Fimbristylis juncea (G.Forst.) R.Br. ex Roem. & Schult.
- Fimbristylis juncocephala Boeck.

## K
- Fimbristylis kadzusana Ohwi
- Fimbristylis kernii T.Koyama
- Fimbristylis kingii Gamble ex Boeck.
- Fimbristylis kwantungensis C.B.Clarke

## L
- Fimbristylis lanata Roem. & Schult.
- Fimbristylis lanceolata C.B.Clarke
- Fimbristylis lasiophylla J.Kern
- Fimbristylis latiglumifera Govind.
- Fimbristylis latinucifera Govind.
- Fimbristylis lawiana (Boeck.) J.Kern
- Fimbristylis laxiglumis Latz
- Fimbristylis leptoclada Benth.
- Fimbristylis leucocolea Benth.
- Fimbristylis leucostachya Roem. & Schult.
- Fimbristylis ligulata Govind.
- Fimbristylis limosa Poepp. & Kunth
- Fimbristylis lineatisquama Ohwi
- Fimbristylis lithophila Govind.
- Fimbristylis littoralis Gaudich.
- Fimbristylis longibracteata Pires de Lima
- Fimbristylis longispica Steud.
- Fimbristylis longistigmata Govind.
- Fimbristylis longistipitata Tang & F.T.Wang

## M
- Fimbristylis macassarensis Steud.
- Fimbristylis macrantha Boeck.
- Fimbristylis madagascariensis Boeck.
- Fimbristylis malayana Ohwi
- Fimbristylis mangorensis Cherm.
- Fimbristylis manilaliana Govind.
- Fimbristylis maracandica Zakirov
- Fimbristylis merguensis C.B.Clarke
- Fimbristylis merrillii J.Kern
- Fimbristylis mexicana Palla
- Fimbristylis micans S.T.Blake
- Fimbristylis microcarya F.Muell
- Fimbristylis miliacea (en)
- Fimbristylis modesta S.T.Blake
- Fimbristylis monospicula Govind.
- Fimbristylis monticola Hochst. ex Steud.
- Fimbristylis mozambicensis Gand.
- Fimbristylis multicephala Govind.
- Fimbristylis multinervia Govind.
- Fimbristylis mycosa Govind.

## N
- Fimbristylis nagpurensis V.P.Prasad & N.P.Singh
- Fimbristylis nanningensis Tang & F.T.Wang
- Fimbristylis narayanii C.E.C.Fisch.
- Fimbristylis neilsonii F.Muell.
- Fimbristylis nelmesii J.Kern
- Fimbristylis neocaledonica C.B.Clarke
- Fimbristylis nigritana C.B.Clarke
- Fimbristylis nuda Boeck.
- Fimbristylis nutans (Retz.) Vahl

## O
- Fimbristylis oblonga T.Koyama
- Fimbristylis obtusata (C.B.Clarke) Ridl.
- Fimbristylis odontocarpa S.T.Blake
- Fimbristylis onchnidiocarpa J.Kern
- Fimbristylis ovata (Burm.f.) J.Kern
- Fimbristylis oxystachya F.Muell.

## P
- Fimbristylis pachyptera S.T.Blake
- Fimbristylis palauensis Ohwi
- Fimbristylis pallida S.T.Blake
- Fimbristylis pandurata Govind.
- Fimbristylis parvilenta T.Koyama
- Fimbristylis pauciflora R.Br.
- Fimbristylis paupercula Boeck.
- Fimbristylis pentastachya Boeck.
- Fimbristylis perlaxa Ohwi
- Fimbristylis perpusilla R.M.Harper. ex Small & Britton
- Fimbristylis perspicua Govind. & Sasidh.
- Fimbristylis phaeolepis J.Kern
- Fimbristylis phaeoleuca S.T.Blake
- Fimbristylis pierotii Miq.
- Fimbristylis pilifera W.Fitzg.
- Fimbristylis pilosa Vahl
- Fimbristylis polytrichoides (en) (Retz.) R.Br.
- Fimbristylis prabatensis D.A.Simpson
- Fimbristylis psammocola Tang & F.T.Wang
- Fimbristylis psammophila J.Kern
- Fimbristylis pseudomicrocarya Govind
- Fimbristylis pseudonarayanii Ravi & Anil Kumar
- Fimbristylis pterygosperma R.Br.
- Fimbristylis puberula Vahl
- Fimbristylis pubisquama J.Kern
- Fimbristylis punctata R.Br.
- Fimbristylis pustulosa Govind.

## Q
- Fimbristylis quadriflora (Boeck.) Beetle
- Fimbristylis quinquangularis (Vahl) Kunth

## R
- Fimbristylis rara R.Br.
- Fimbristylis ratnagirica V.P.Prasad & N.P.Singh
- Fimbristylis raymondii T.Koyama
- Fimbristylis recta F.M.Bailey
- Fimbristylis rectifolia Govind.
- Fimbristylis rhizomatosa Pires de Lima
- Fimbristylis rhodesiana Rendle
- Fimbristylis rhyticarya F.Muell.
- Fimbristylis rigidiuscula Govind.
- Fimbristylis rigidula Nees
- Fimbristylis rufoglumosa Tang & F.T.Wang
- Fimbristylis rugosa Govind.
- Fimbristylis rupestris Latz

## S
- Fimbristylis sachetiana Fosberg
- Fimbristylis salbundia (Nees) Kunth
- Fimbristylis savannicola J.Kern
- Fimbristylis scaberrima Nees
- Fimbristylis scabrida Schumach.
- Fimbristylis scabrisquama Govind.
- Fimbristylis schoenoides (Retz.) Vahl
- Fimbristylis schultzii Boeck.
- Fimbristylis schweinfurthiana Boeck.
- Fimbristylis semarangensis Ohwi
- Fimbristylis semidisticha Govind.
- Fimbristylis sericea (Poir.) R.Br.
- Fimbristylis shimadana Ohwi
- Fimbristylis signata S.T.Blake
- Fimbristylis simaoensis Y.Y.Qian
- Fimbristylis simplex S.T.Blake
- Fimbristylis simpsonii V.P.Prasad & N.P.Singh
- Fimbristylis simulans Latz
- Fimbristylis singularis Govind.
- Fimbristylis sleumeri J.Kern
- Fimbristylis smitinandii T.Koyama
- Fimbristylis solidifolia F.Muell.
- Fimbristylis spadicea (L.) Vahl
- Fimbristylis sphaerocephala Benth.
- Fimbristylis spicigera J.Kern
- Fimbristylis spiralis R.Br.
- Fimbristylis splendida C.B.Clarke
- Fimbristylis squarrosa Vahl
- Fimbristylis squarrulosa F.Muell.
- Fimbristylis stauntonii Debeaux & Franch.
- Fimbristylis stenostachya S.T.Blake
- Fimbristylis stigmatotecta Govind.
- Fimbristylis stolonifera C.B.Clarke
- Fimbristylis straminea Turrill
- Fimbristylis strigosa Govind.
- Fimbristylis striolata Napper
- Fimbristylis subalata J.Kern
- Fimbristylis subaristata Benth.
- Fimbristylis subdura Ohwi
- Fimbristylis subinclinata T.Koyama
- Fimbristylis subtrabeculata C.B.Clarke
- Fimbristylis subtricephala T.Koyama
- Fimbristylis sumbaensis Ohwi
- Fimbristylis sunilii MG SANILKUMAR
- Fimbristylis swamyi Govind.

## T
- Fimbristylis tamaensis Steyerm.
- Fimbristylis tenera Schult.
- Fimbristylis tenuicula Boeck.
- Fimbristylis tenuinervia J.Kern
- Fimbristylis tenuis Roem. & Schult.
- Fimbristylis tetragona R.Br.
- Fimbristylis thermalis (en) S.Watson
- Fimbristylis thomsonii Boeck.
- Fimbristylis tortifolia Govind.
- Fimbristylis trachycarya F.Muell.
- Fimbristylis trichocaulis C.B.Clarke
- Fimbristylis trichoides J.Kern
- Fimbristylis trichophylla Ridl.
- Fimbristylis triflora (L.) K.Schum. ex Engl.
- Fimbristylis trigastrocarya F.Muell.
- Fimbristylis tristachya R.Br.
- Fimbristylis tumida Govind.
- Fimbristylis tunquinensis Boeck.
- Fimbristylis turkestanica (Regel) B.Fedtsch.

## U
- Fimbristylis uliginosa Hochst. ex Steud.
- Fimbristylis ultragluma Govind.
- Fimbristylis umbellaris (Lam.) Vahl
- Fimbristylis unispicularis Govind. & Hemadri
- Fimbristylis urakasiana Kük.

## V
- Fimbristylis vagans S.T.Blake
- Fimbristylis vaginata (R.Br.) Domin
- Fimbristylis vahlii (en) (Lam.) Link
- Fimbristylis vanoverberghii Kük.
- Fimbristylis variegata Gordon-Gray
- Fimbristylis villosissima Steud.
- Fimbristylis virella Govind.
- Fimbristylis warmingii (Boeck.) Malme
- Fimbristylis wetarensis Ohwi
- Fimbristylis willdenowiana Govind.
- Fimbristylis woodrowii C.B.Clarke
- Fimbristylis wukungshanensis Tang & F.T.Wang

## W
- Fimbristylis xyridis R.Br.

## Y
- Fimbristylis yunnanensis C.B.Clarke

## Z
- Fimbristylis zeylanica T.Koyama

- Haut – A
- B
- C
- D
- E
- F
- G
- H
- I
- J
- K
- L
- M
- N
- O
- P
- Q
- R
- S
- T
- U
- V
- W
- X
- Y
- Z